# Costa Rica i olympiska vinterspelen 2002
Costa Rica deltog i olympiska vinterspelen 2002. Costa Ricas trupp bestod av 23 idrottare varav 13 var män och 10 var kvinnor. Den äldsta idrottaren i Costa Ricas trupp var enbart Arturo Kinch, 45 år och 306 dagar, han deltog i Längdskidåkning.

## Resultat

### Längdskidåkning
- Sprint
  - Arturo Kinch - 67
- 10+10 km
  - Arturo Kinch - 78 q